# Canal Louvain-Dyle
Le canal Louvain-Dyle (anciennement appelé Canal de Louvain) est un canal belge à petit gabarit (classe II, 600 tonnes). Il relie Louvain (province de Brabant flamand)  à la section navigable de la Dyle (province d'Anvers).

## Histoire
Le canal a été inauguré en 1750 pour faciliter l'acheminement de marchandises depuis et vers Louvain. La Dyle était impropre à la navigation en raison de son tracé sinueux, de son débit variable et de sa faible profondeur.
Son nom original en néerlandais est Leuvense vaart, qui se traduit par canal de Louvain. Il porte son nom actuel (kanaal Leuven-Dijle en néerlandais) depuis 1994, lorsque sa gestion a été reprise par la région flamande.

## Géographie
Le canal a une longueur de 30 kilomètres. Son parcours, longeant la vallée de la Dyle, compte cinq écluses. Il dessert la ville de Malines avant de rejoindre à l'écluse du « Zennegat » la partie navigable de la Dyle, donnant accès à l'Escaut via le Rupel.

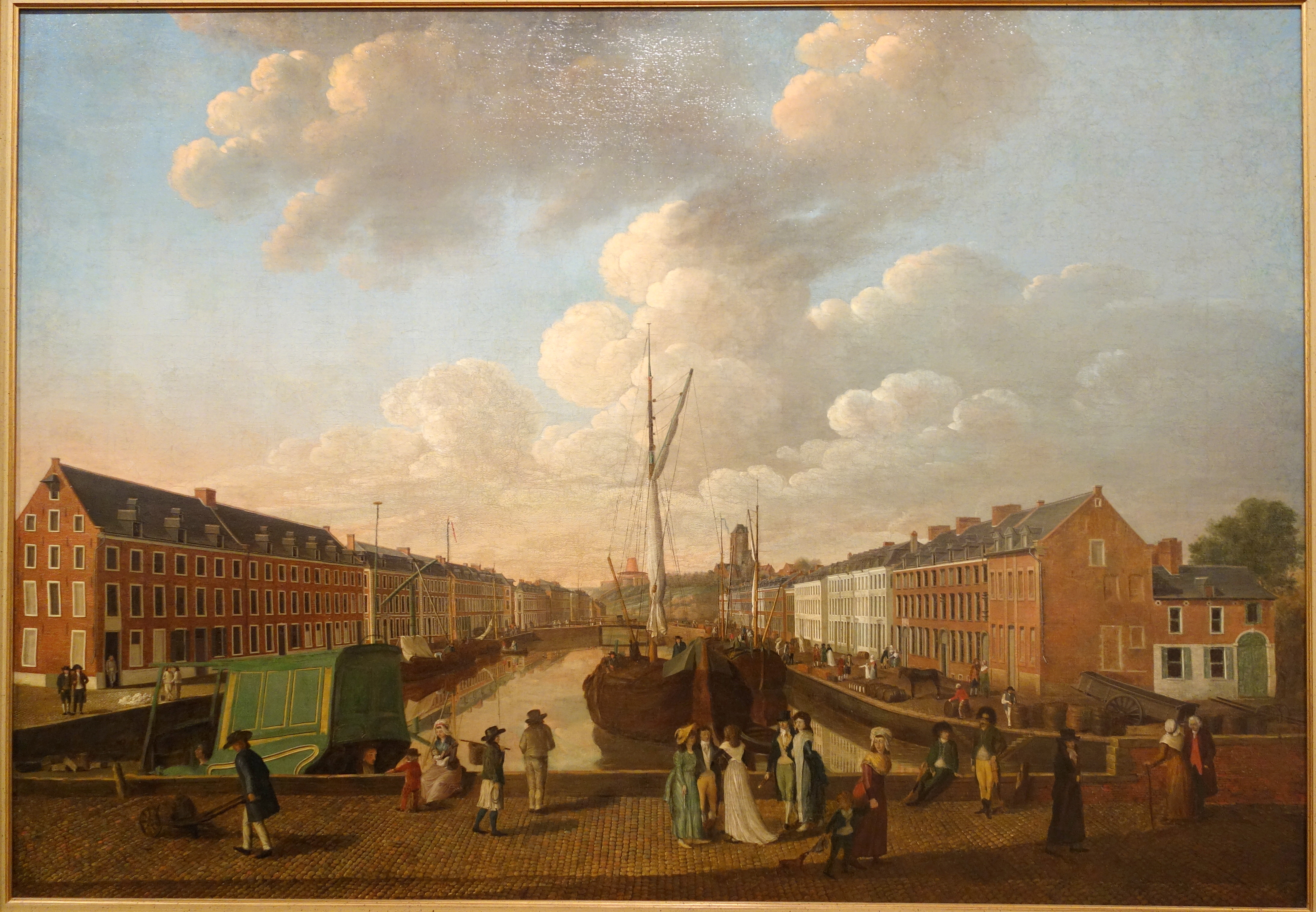
Le bassin et quai du canal à Louvain en 1804.
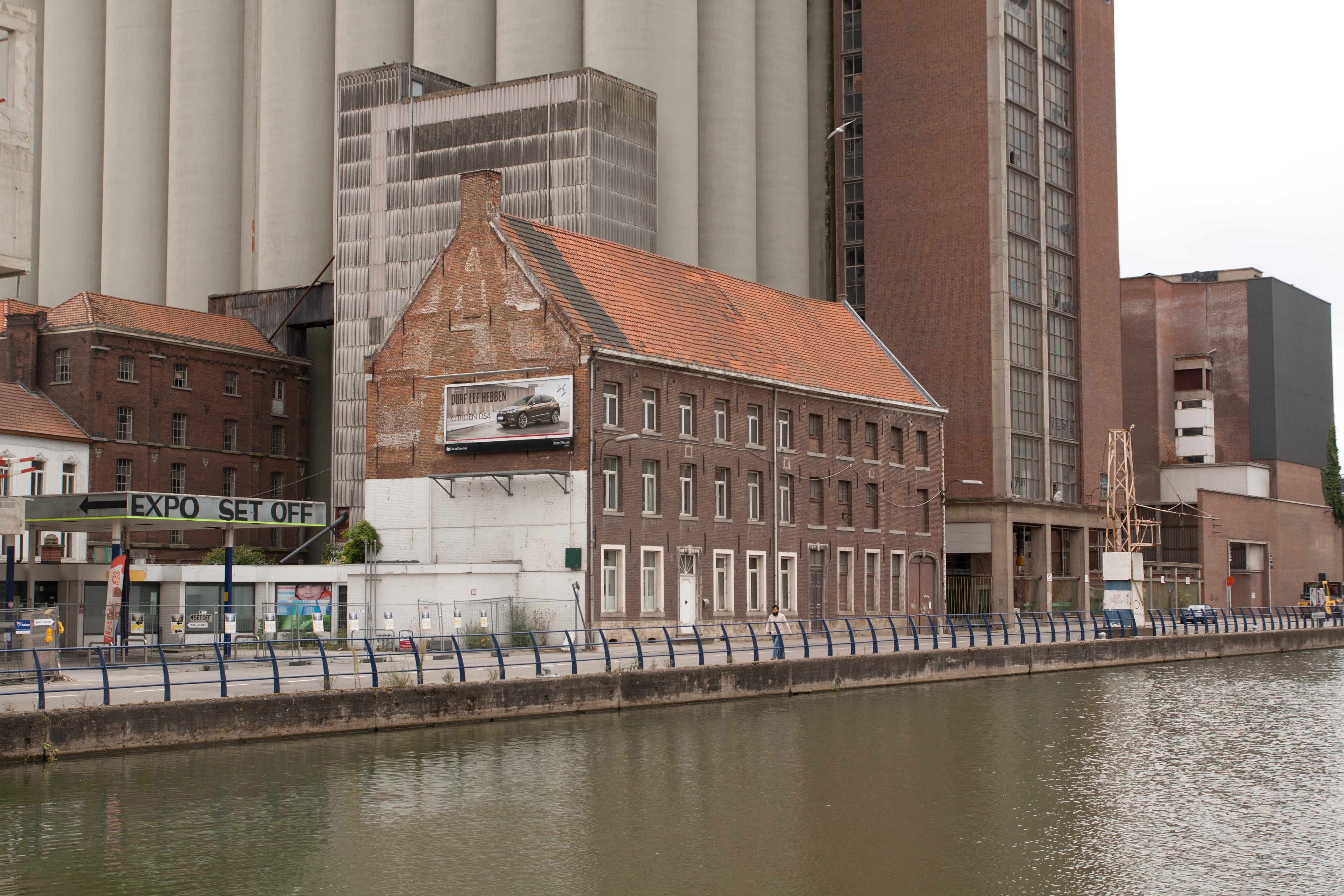
Les vestiges des constructions du 18e-dans la bassin à Louvain.
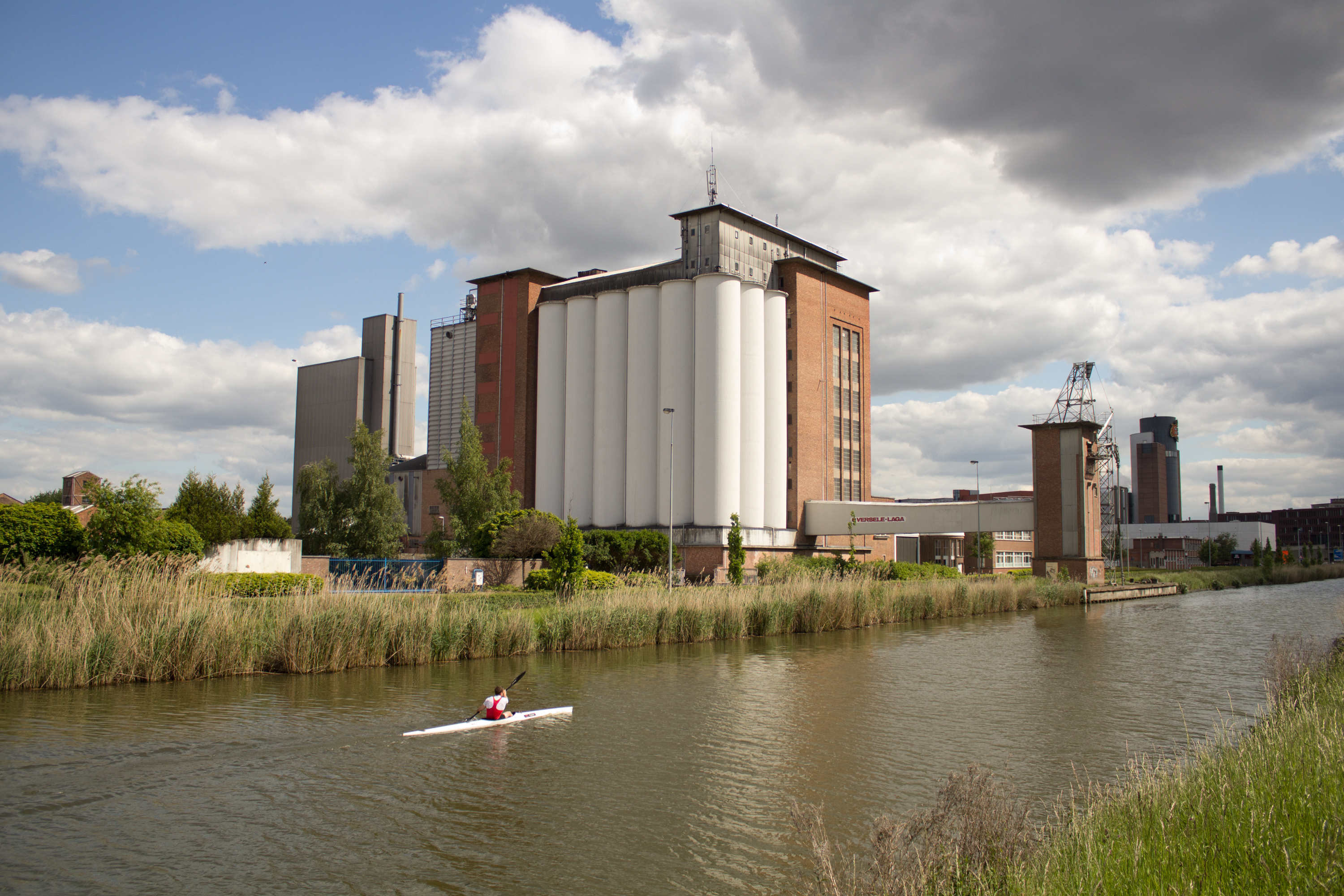
Au niveau du village de Wilsele
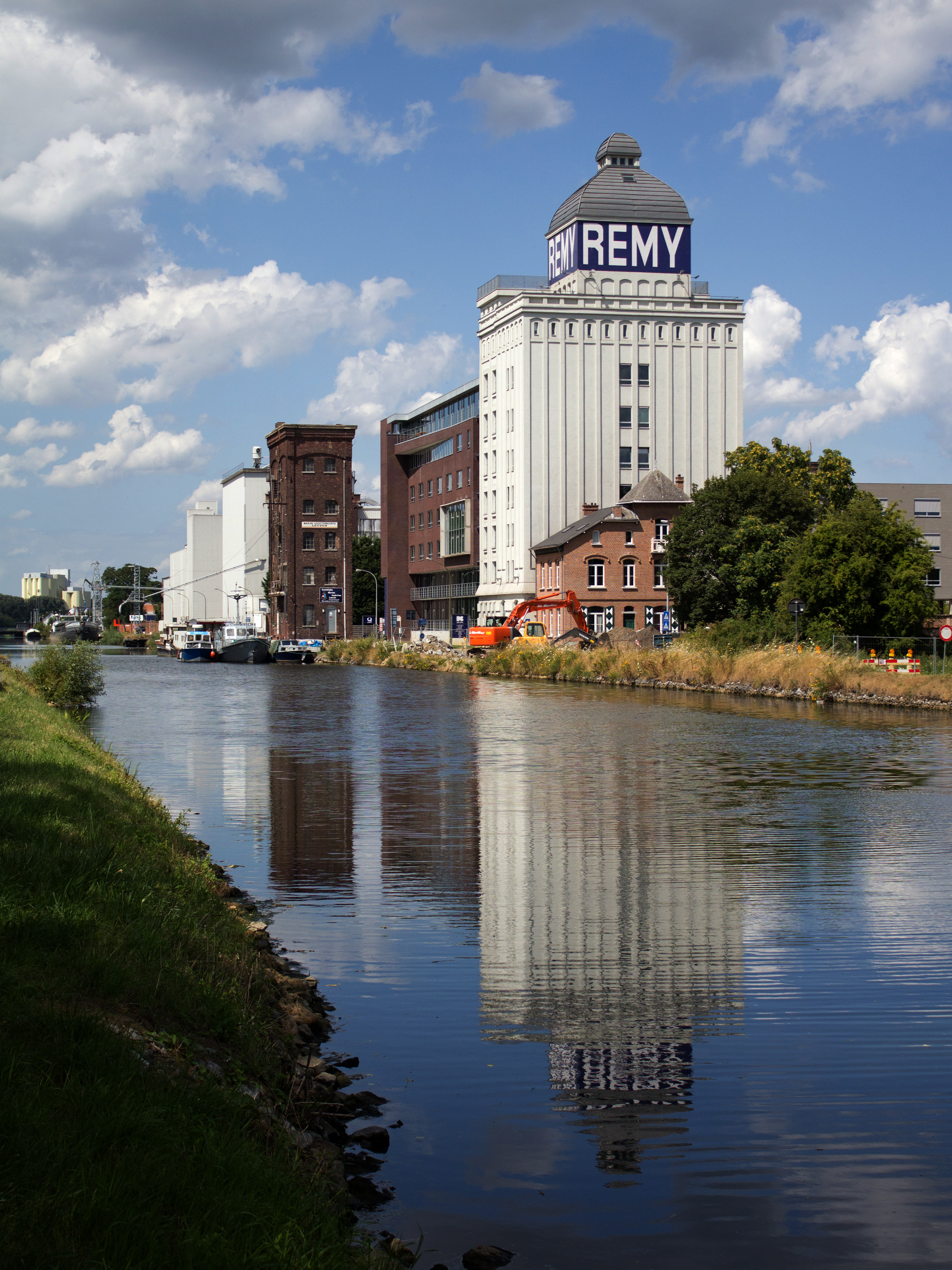
Le canal à Wijgmaal
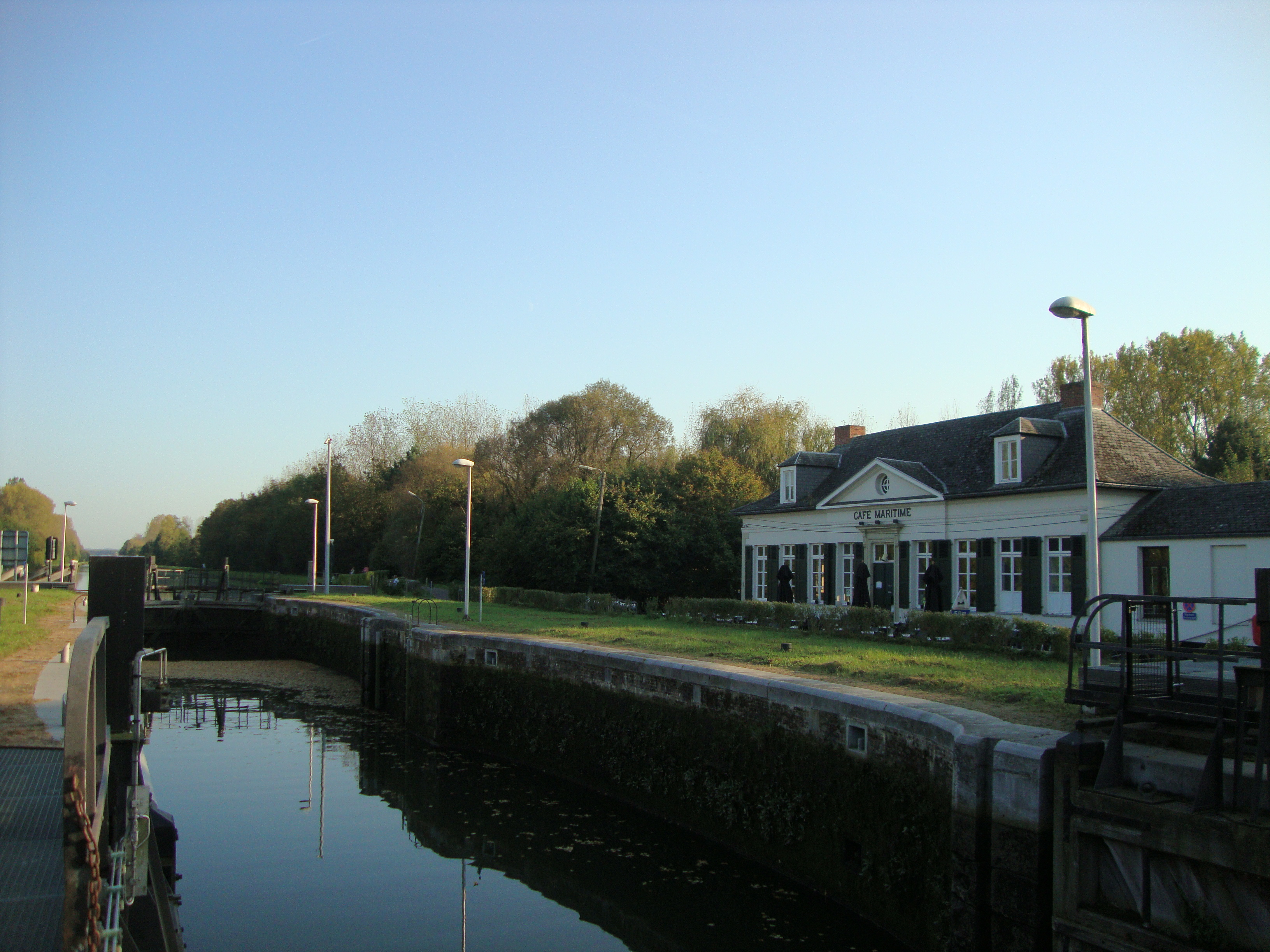
Ecluse à Tildonk
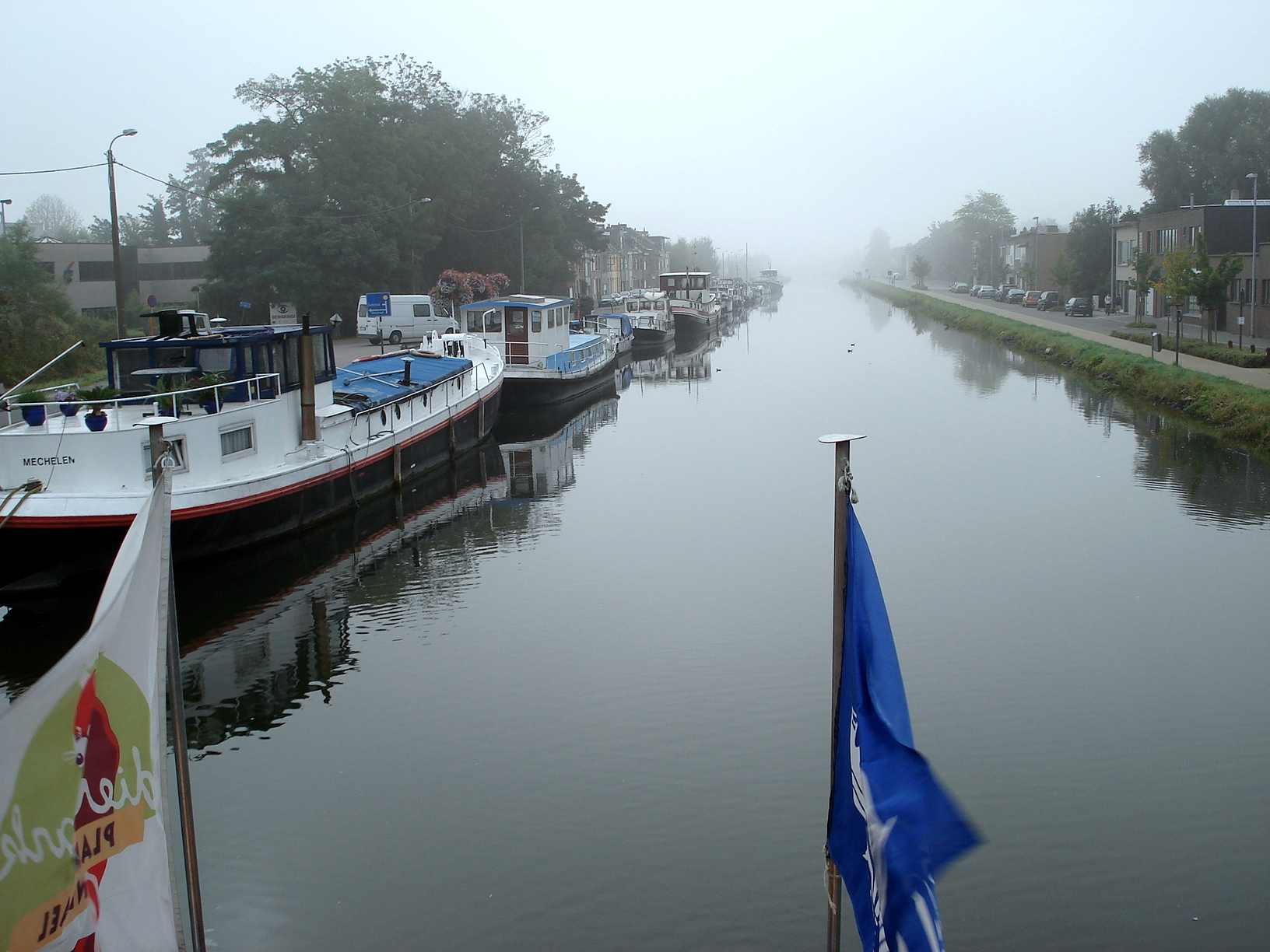
Le canal Louvain-Dyle près de Malines.
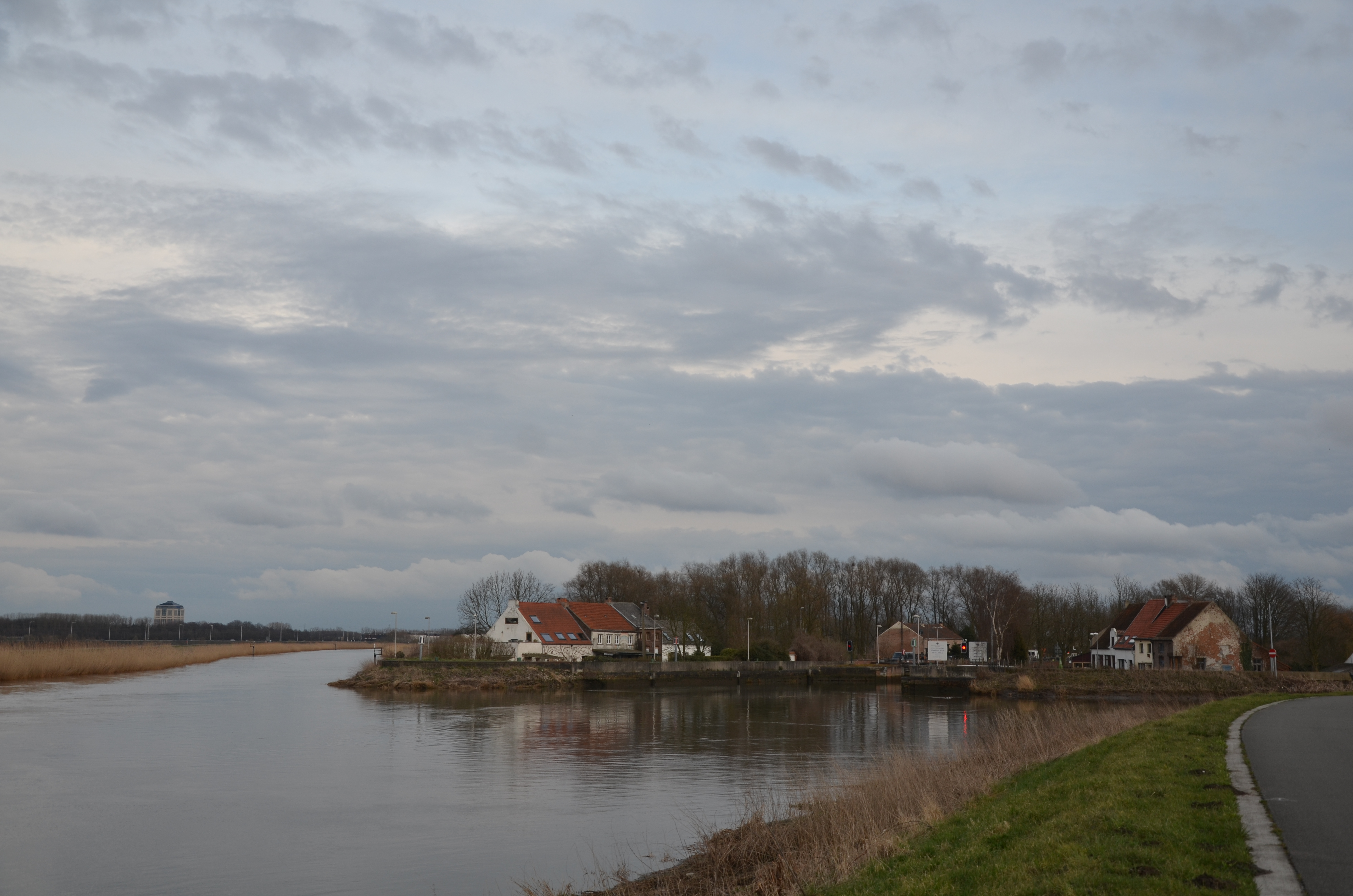
Confluent dans la Dyle inférieure